# Thurey-le-Mont
Thurey-le-Mont è un comune francese di 111 abitanti situato nel dipartimento del Doubs nella regione della Borgogna-Franca Contea.

## Società

### Evoluzione demografica
Abitanti censiti